# Blackburneus lentus
Blackburneus lentus är en skalbaggsart som beskrevs av Horn 1870. Blackburneus lentus ingår i släktet Blackburneus och familjen Aphodiidae. Inga underarter finns listade.